# Jiaozi

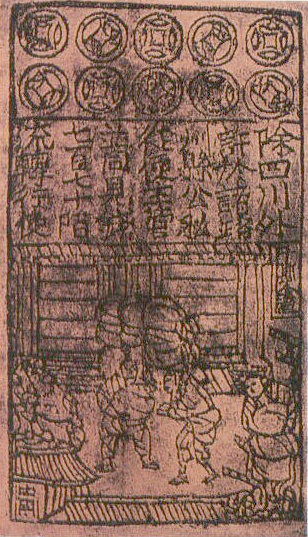
afbeelding van een Jiaozi

Jiaozi (Chinees: 交子) is een vorm van bankbiljet die in de 10e eeuw tijdens de Song-dynastie (960-1279) in de hoofdstad van de Chinese provincie Sichuan hoofdstad Chengdu verscheen. 
De meeste numismatici beschouwen de Jiaozi als de eerste vorm van papiergeld in de menselijke geschiedenis. 
Om vervalsingen tegen te gaan werden Jiaozi met meerdere bankbiljetzegels gestempeld. 